# Easton (Californië)
Easton is een plaats in Fresno County in Californië in de VS.

## Geografie
Easton bevindt zich op 36°39′6″Noord, 119°47′23″West. De totale oppervlakte bedraagt 7,8 km² (3,0 mijl²) wat allemaal land is.

## Demografie
Volgens de census van 2000 bedroeg de bevolkingsdichtheid 252,2/km² (652,5/mijl²) en bedroeg het totale bevolkingsaantal 1966 dat bestond uit:
- 58,04% blanken
- 0,61% zwarten of Afrikaanse Amerikanen
- 3,36% inheemse Amerikanen
- 3,97% Aziaten
- 29,35% andere
- 4,68% twee of meer rassen
- 51,78% Spaans of Latino

Er waren 623 gezinnen en 499 families in Easton. De gemiddelde gezinsgrootte bedroeg 3,16.

## Plaatsen in de nabije omgeving
De onderstaande figuur toont nabijgelegen plaatsen in een straal van 16 km rond Easton.